# Eddie Johnson (Rennfahrer)
Edward Franklin „Eddie“ Johnson junior (* 10. Februar 1919 in Richmond, Virginia; † 30. Juli 1974 in Cleveland, Ohio) war ein US-amerikanischer Autorennfahrer.

## Karriere
Eddie Johnson bestritt in seiner Karriere 33 Rennen in der AAA-National-/USAC-Serie. Sein bestes Ergebnis erreichte er mit einem dritten Platz 1959 auf der Rennstrecke von Trenton. 15 Mal war er auch bei den 500 Meilen von Indianapolis am Start. Seine beste Platzierung erreichte er mit dem sechsten Rang 1960, damit schaffte er gleichzeitig einen Punkt für die Fahrerwertung der Formel-1-Weltmeisterschaft da das 500-Meilen-Rennen von 1950 bis 1960 zur Weltmeisterschaft zählte.
Eddie Johnson starb 1974 bei einem Flugzeugabsturz in der Nähe von Cleveland.

## Statistik

### Indy-500-Ergebnisse
| Jahr | Startnr. | Start | Qual (km/h) | Ergebnis | Runden | Führung | Ausfall                           |
| ---- | -------- | ----- | ----------- | -------- | ------ | ------- | --------------------------------- |
| 1952 | 81       | 24    | 215,585     | 16       | 193    | 0       |                                   |
| 1953 | 26       | DNQ   |             |          |        |         |                                   |
| 1953 | 2        |       |             | 72       | 88     | 0       | fuhr Rathmanns Wagen; Rd. 112–200 |
| 1954 | 83       | DNQ   |             |          |        |         |                                   |
| 1954 | 12       |       |             | 222      | 67     | 0       | fuhr Wards Wagen; Rd. 94–160      |
| 1955 | 83       | 32    | 216,341     | 13       | 196    | 0       |                                   |
| 1956 | 89       | DNQ   |             |          |        |         |                                   |
| 1956 | 81       | 32    | 223,824     | 15       | 195    | 0       |                                   |
| 1957 | 43       | 20    | 225,562     | 25       | 93     | 0       | Lagerschaden                      |
| 1958 | 61       | 26    | 229,585     | 9        | 200    | 0       |                                   |
| 1959 | 19       | 8     | 231,725     | 8        | 200    | 0       |                                   |
| 1960 | 22       | 7     | 233,334     | 6        | 200    | 0       |                                   |
| 1961 | 33       | 10    | 234,686     | 18       | 127    | 0       | Unfall                            |
| 1962 | 32       | 18    | 235,893     | 25       | 38     | 0       | Magnetzündung                     |
| 1963 | 88       | 21    | 238,966     | 20       | 112    | 0       | Unfall                            |
| 1964 | 84       | 24    | 246,047     | 26       | 6      | 0       | Benzinpumpe                       |
| 1965 | 23       | 28    | 247,801     | 10       | 195    | 0       |                                   |
| 1966 | 54       | 29    | 255,686     | 7        | 175    | 0       | Motor                             |

| Legende  | Legende            | Legende                                                          |
| Farbe    | Abkürzung          | Bedeutung                                                        |
| -------- | ------------------ | ---------------------------------------------------------------- |
| Gold     | –                  | Sieg                                                             |
| Silber   | –                  | 2. Platz                                                         |
| Bronze   | –                  | 3. Platz                                                         |
| Grün     | –                  | Platzierung in den Punkten                                       |
| Blau     | –                  | Klassifiziert außerhalb der Punkteränge                          |
| Violett  | DNF                | Rennen nicht beendet (did not finish)                            |
| Violett  | NC                 | nicht klassifiziert (not classified)                             |
| Rot      | DNQ                | nicht qualifiziert (did not qualify)                             |
| Rot      | DNPQ               | in Vorqualifikation gescheitert (did not pre-qualify)            |
| Schwarz  | DSQ                | disqualifiziert (disqualified)                                   |
| Weiß     | DNS                | nicht am Start (did not start)                                   |
| Weiß     | WD                 | zurückgezogen (withdrawn)                                        |
| Hellblau | PO                 | nur am Training teilgenommen (practiced only)                    |
| Hellblau | TD                 | Freitags-Testfahrer (test driver)                                |
| ohne     | DNP                | nicht am Training teilgenommen (did not practice)                |
| ohne     | INJ                | verletzt oder krank (injured)                                    |
| ohne     | EX                 | ausgeschlossen (excluded)                                        |
| ohne     | DNA                | nicht erschienen (did not arrive)                                |
| ohne     | C                  | Rennen abgesagt (cancelled)                                      |
| ohne     | keine WM-Teilnahme |                                                                  |
| sonstige | P/fett             | Pole-Position                                                    |
| sonstige | 1/2/3/4/5/6/7/8    | Punktplatzierung im Sprint-/Qualifikationsrennen                 |
| sonstige | SR/kursiv          | Schnellste Rennrunde                                             |
| sonstige | *                  | nicht im Ziel, aufgrund der zurückgelegten Distanz aber gewertet |
| sonstige | ()                 | Streichresultate                                                 |
| sonstige | unterstrichen      | Führender in der Gesamtwertung                                   |